# Universitatea Ecologică din București
Universitatea Ecologică din București (cu vechea denumire Fundația Societatea „Ateneul Român” - Universitatea Ecologică București) este prima instituție particulară de învățământ superior din România, fondată la data de 4 aprilie 1990 la București.
Aceasta  a fost înființată sub auspiciile prestigioasei Societăți Ateneul Român, fondată în 1865, iar în prezent funcționează potrivit Legii nr. 282/2003, toate facultățile sale fiind acreditate și funcționând sub autoritatea Ministerului Educației.

## Facultăți
- Drept
- Management Financiar
- Ecologie și Protecția Mediului
- Educație Fizică și Sport
- Științele Comunicării
- Psihologie